# Adesmia vallsii
Adesmia vallsii es una especie de planta floral del género Adesmia, categorizada en la tribu Dalbergieae, de la familia Fabaceae.

## Distribución
Especie nativa de Brasil. Crece en el bioma subtropical.

## Taxonomía
Fue descrita por Miotto.
Tratamiento taxonómico
La especie aparece registrada y publicada en Bradea 6: 250 (1993).